# Ignacy Oziewicz

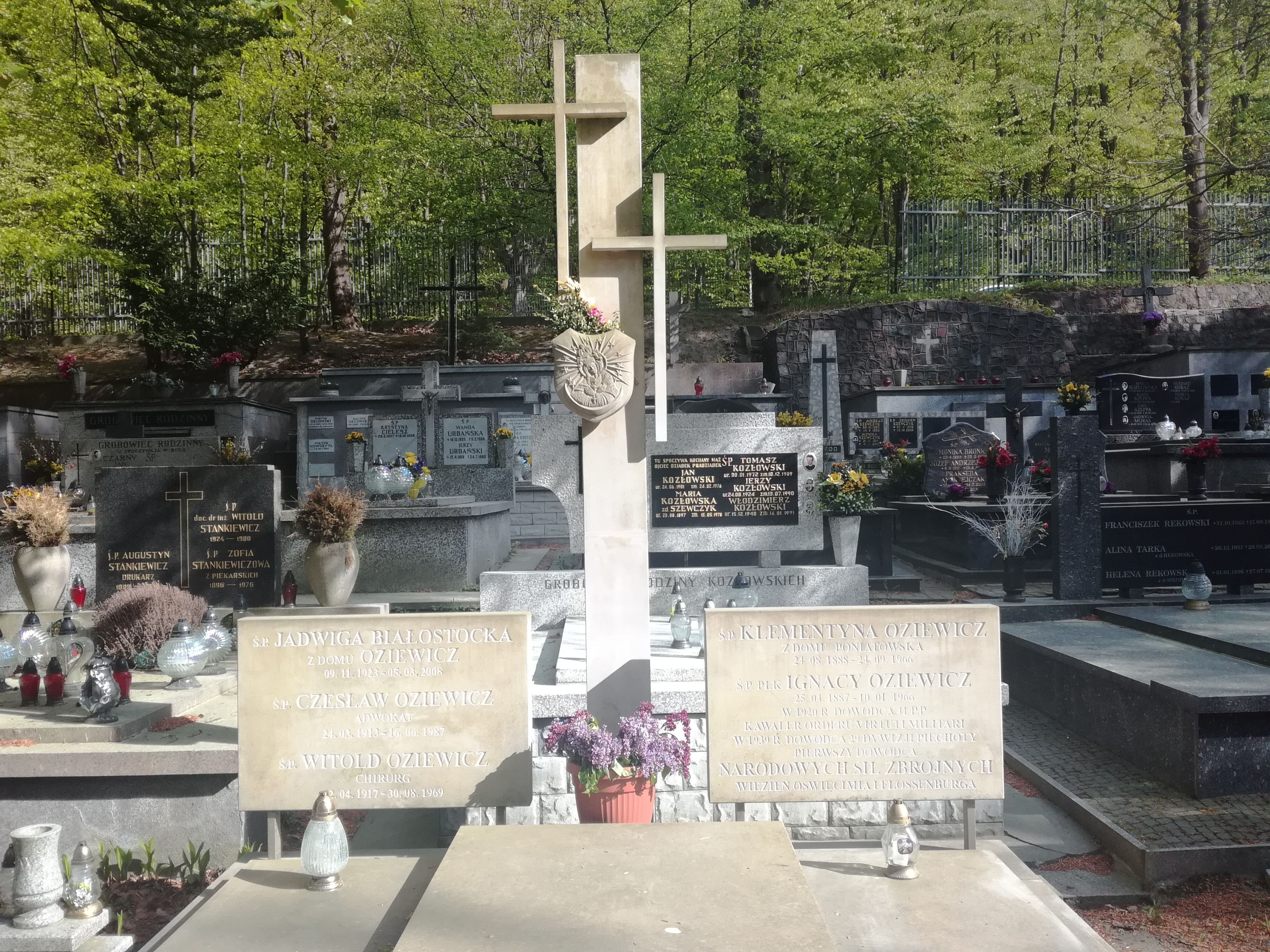
Grób płk. Ignacego Oziewicza oraz jego żony i dzieci na cmentarzu Witomińskim w Gdyni

Ignacy Oziewicz, ps. „Czesław”, „Czesławski”, „Netta”, „Jenczewski” (ur. 7 maja 1887 w Łyngmianach, zm. 10 stycznia 1966 w Gdyni) – pułkownik piechoty Wojska Polskiego, kawaler Orderu Virtuti Militari, komendant Narodowych Sił Zbrojnych w latach 1942–1943.

## Życiorys
Urodził się 7 maja 1887 w majątku Łyngmiany, w ówczesnym powiecie święciańskim guberni wileńskiej, w rodzinie Edmunda i Wandy z Dawindsonów. Wychowywał się w domu rodziców. W 1907 złożył egzamin z zakresu sześciu klas gimnazjum przy Wileńskim Okręgu Szkolnym, a następnie wstąpił do armii rosyjskiej jako wolontariusz. Od 1 października 1907 do września 1908 służył w 106 pułku piechoty w Wilnie, a następnie w sierpniu 1911 ukończył Wileńską Szkołę Wojskową. Po ukończeniu szkoły został mianowany podporucznikiem i wcielony do 103 pułku piechoty w Grodnie, należącego do 26 Dywizji Piechoty. W szeregach tego pułku walczył podczas I wojny światowej. Od sierpnia 1911 do kwietnia 1917 pełnił funkcje: szefa łączności, dowódcy kompanii i dowódcy batalionu. Od kwietnia 1917 służył w 193 Dywizji Piechoty. 23 lipca 1917 opuścił armię rosyjską i wstąpił do III Korpusu Polskiego w Winnicy. Po rozformowaniu korpusu przez rok był administratorem majątku ziemskiego na Podolu.
10 stycznia 1919 przyjęty został do Wojska Polskiego. Od 6 października 1919 do 12 kwietnia 1920 pełnił obowiązki dowódcy 41 pułku piechoty. Od 20 sierpnia 1920 pełnił obowiązki dowódcy 17 pułku piechoty. W październiku 1925 mianowany został dowódcą 76 pułku piechoty w Grodnie. Obowiązki dowódcy pułku sprawował przez kolejnych dziesięć lat. W międzyczasie, 16 marca 1927 Prezydent RP Ignacy Mościcki na wniosek Ministra Spraw Wojskowych, marszałka Polski Józefa Piłsudskiego awansował go na pułkownika ze starszeństwem z dniem 1 stycznia 1927 i 17. lokatą w korpusie oficerów piechoty.
W 1935 wyznaczony został na stanowisko dowódcy piechoty dywizyjnej 16 Dywizji Piechoty w Grudziądzu. Od 25 października 1938 dowodził 29 Dywizją Piechoty w Grodnie. Na czele tej wielkiej jednostki walczył w kampanii wrześniowej. 8 września ranny w rękę i ewakuowany do Grodna, internowany przez Litwę. Wydostał się z obozu pod pretekstem inwalidztwa i po interwencji ks. Stanisława Trzeciaka i powrócił do Polski.
W latach 1941–1942 zastępca komendanta Głównego i szef wydziału operacyjnego Narodowej Organizacji Wojskowej. Nie zaakceptował decyzji o scaleniu z AK, gdyż uważał ją za opanowaną politycznie przez sanację i latem 1942 stanął na czele rozłamu w NOW.
W październiku 1942 wydał rozkaz o uruchomieniu Akcji Specjalnej nr 1, mającej na celu zwalczanie bandytyzmu i Akcji Specjalnej nr 2 wykonującej akcje odwetowe na Niemcach. 2 grudnia 1942 wysłał list do generała Stefana Roweckiego z propozycją rozmów o włączeniu NSZ do AK. Pertraktacje z ramienia KG AK prowadził generał Tadeusz Komorowski (Oziewicz rozmawiał z nim 17 grudnia 1942), a od kwietnia 1943 płk Stanisław Rostworowski. W maju tego samego roku spotkał się ponownie z generałem Roweckim. Został aresztowany 9 czerwca 1943 i osadzony na Pawiaku. Do początku sierpnia 1943 rozkazy Dowództwa NSZ podpisywane były pseudonimem „Czesław”, aby ukryć fakt jego aresztowania. 5 października 1943 został wysłany do obozu koncentracyjnego Auschwitz, a w styczniu 1945 ewakuowany do Flossenburga.
Po uwolnieniu z obozu przez oddziały amerykańskie w kwietniu 1945 przebywał w Niemczech, a potem we Francji. Był pełnomocnikiem środowiska NSZ przed Komisją Weryfikacyjną AK w Londynie. W lipcu 1949 został prezesem założonej we Francji organizacji „Ogniwo”.
W 1958 powrócił do kraju. Zamieszkał wraz z rodziną w Gdyni. Został pochowany na cmentarzu Witomińskim (kwatera 51-25-11).
W 1912 ożenił się z Klementyną z Poniatowskich (1888–1966), z którą miał troje dzieci: Czesława Leonarda (1913–1987), Witolda (1917–1969) i Jadwigę po mężu Białostocką (1923–2008).

## Ordery i odznaczenia
- Krzyż Srebrny Orderu Wojskowego Virtuti Militari nr 2713 – 19 września 1922[1][19][20]
- Krzyż Oficerski Orderu Odrodzenia Polski – 10 listopada 1933 „za zasługi na polu organizacji i wyszkolenia wojska”[21]
- Krzyż Walecznych czterokrotnie[19] (po raz 3 i 4 w 1922)[22]
- Złoty Krzyż Zasługi – 19 marca 1937 „za zasługi w służbie wojskowej”[23][24]
- Medal Pamiątkowy za Wojnę 1918–1921[25]
- Medal Dziesięciolecia Odzyskanej Niepodległości[25]
- Krzyż Oficerski belgijskiego Orderu Korony[26]
- Krzyż Oficerski Orderu Świętego Sawy (Królestwo SHS)[27]
- Medal Zwycięstwa[27]